# Union (Missouri)
Pour les articles homonymes, voir Union.
Union est une ville du Missouri, dans le comté de Franklin, aux États-Unis.